# Exoprosopa atrisquama
Exoprosopa atrisquama är en tvåvingeart som beskrevs av Hesse 1956. Exoprosopa atrisquama ingår i släktet Exoprosopa och familjen svävflugor. Inga underarter finns listade i Catalogue of Life.